# Олимпия-Хайтс (Флорида)
Олимпия-Хайтс (англ. Olympia Heights) — статистически обособленная местность, расположенная в округе Майами-Дейд (штат Флорида, США) с населением в 13 452 человека по статистическим данным переписи 2000 года.

## География
По данным Бюро переписи населения США статистически обособленная местность Олимпия-Хайтс имеет общую площадь в 7,77 квадратных километров, из которых 6,99 кв. километров занимает земля и 0,78 кв. километров — вода. Площадь водных ресурсов округа составляет 10,04 % от всей его площади.
Статистически обособленная местность Олимпия-Хайтс расположена на высоте 2 м над уровнем моря.

## Демография
| Год переписи        | Нас.  |  | %±     |
| ------------------- | ----- |  | ------ |
| 1980                | 33112 |  | —      |
| 1990                | 37792 |  | 14,1%  |
| 2000                | 13452 |  | −64,4% |
| 1980–2000 Источник: |       |  |        |

По данным переписи населения 2000 года в Олимпия-Хайтс проживало 13 452 человека, 3487 семей, насчитывалось 4157 домашних хозяйств и 4231 жилой дом. Средняя плотность населения составляла около 1731,27 человека на один квадратный километр. Расовый состав населённого пункта распределился следующим образом: 93,50 % белых, 0,83 % — чёрных или афроамериканцев, 0,10 % — коренных американцев, 0,91 % — азиатов, 2,19 % — представителей смешанных рас, 2,46 % — других народностей. Испаноговорящие составили 76,33 % от всех жителей статистически обособленной местности.
Из 4157 домашних хозяйств в 30,2 % воспитывали детей в возрасте до 18 лет, 65,2 % представляли собой совместно проживающие супружеские пары, в 13,6 % семей женщины проживали без мужей, 16,1 % не имели семей. 12,4 % от общего числа семей на момент переписи жили самостоятельно, при этом 6,8 % составили одинокие пожилые люди в возрасте 65 лет и старше. Средний размер домашнего хозяйства составил 3,22 человек, а средний размер семьи — 3,41 человек.
Население статистически обособленной местности по возрастному диапазону по данным переписи 2000 года распределилось следующим образом: 20,0 % — жители младше 18 лет, 7,7 % — между 18 и 24 годами, 26,7 % — от 25 до 44 лет, 26,1 % — от 45 до 64 лет и 19,6 % — в возрасте 65 лет и старше. Средний возраст жителей составил 42 года. На каждые 100 женщин в Олимпия-Хайтс приходилось 91,8 мужчин, при этом на каждые сто женщин 18 лет и старше приходилось 88,9 мужчин также старше 18 лет.
Средний доход на одно домашнее хозяйство статистически обособленной местности составил 50 720 долларов США, а средний доход на одну семью — 54 533 доллара. При этом мужчины имели средний доход в 34 382 доллара США в год против 23 406 долларов среднегодового дохода у женщин. Доход на душу населения статистически обособленной местности составил 50 720 долларов в год. 5,4 % от всего числа семей в населённом пункте и 6,9 % от всей численности населения находилось на момент переписи населения за чертой бедности, при этом 5,8 % из них были моложе 18 лет и 10,9 % — в возрасте 65 лет и старше.